# White Oak (Texas)
White Oak é uma cidade localizada no estado norte-americano do Texas, no Condado de Gregg.

## Demografia
Segundo o censo norte-americano de 2000, a sua população era de 5624 habitantes.
Em 2006, foi estimada uma população de 6255, um aumento de 631 (11.2%).

## Geografia
De acordo com o United States Census Bureau tem uma área de
23,6 km², dos quais 23,5 km² cobertos por terra e 0,1 km² cobertos por água. White Oak localiza-se a aproximadamente 130 m acima do nível do mar.

## Localidades na vizinhança
O diagrama seguinte representa as localidades num raio de 12 km ao redor de White Oak.